# Hradzsin tér
A Hradzsin tér (csehül Hradčanské náměstí) a Hradzsin főtere a prágai vár első udvarának bejárata előtt.
E körül alakították ki 1320 táján a vár kiszolgálására alapított jobbágytelepülést. Bár az 1541. évi nagy tűzvész után a környék minden házát újjá kellett építeni, a tér jószerével megtartotta eredeti alaprajzát. A várkapu előtt sokáig forgalmas piac volt, ám ez a tűzvész után apránként dísztérré alakult át. Sorra épültek a paloták; az egyház és a főnemesek kiszorították a jobbágyokat és a polgárokat a tér és a várfal közötti területről a tér túloldalára, az Új Világnak nevezett városrészbe.
1547-ben itt végezték ki a Habsburg-ellenes felkelés vezetőit.

## A tér látnivalói

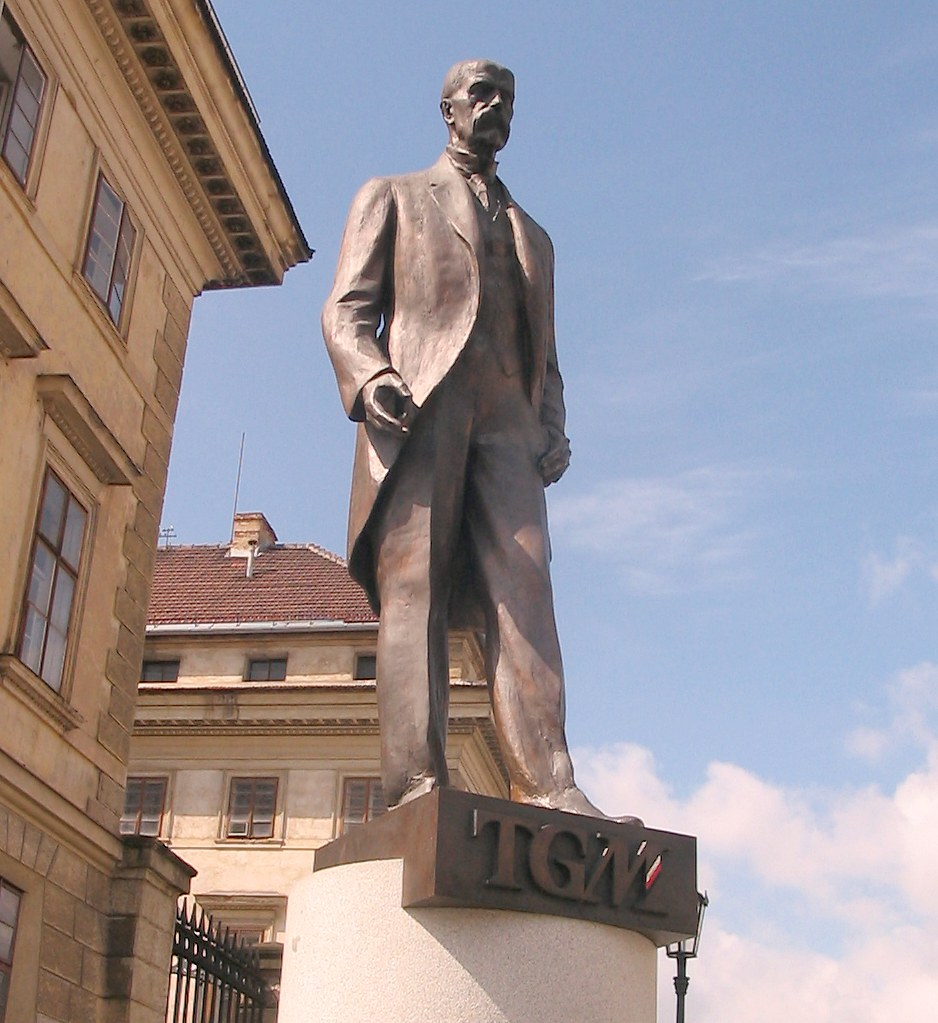
Masaryk szobra

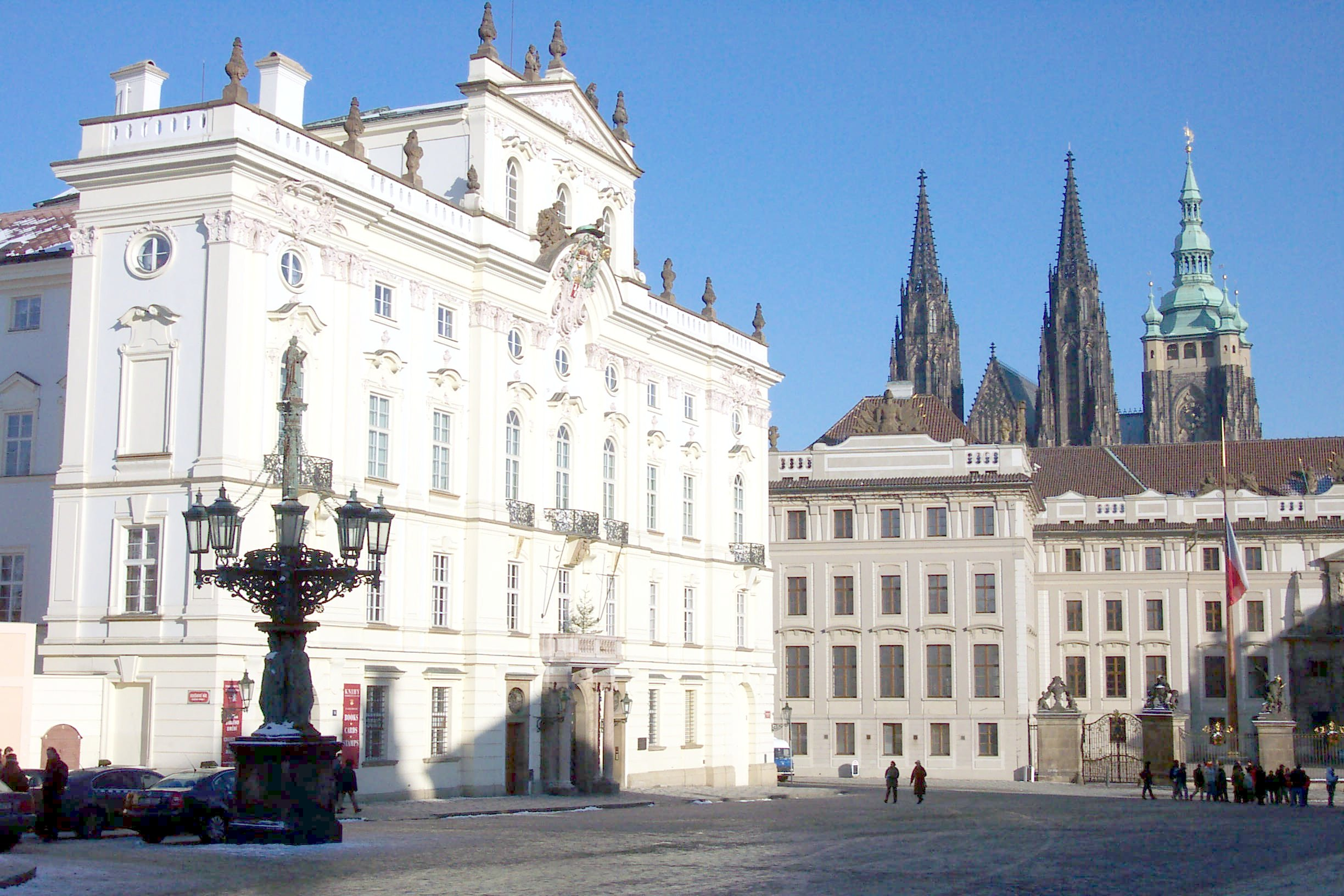
Az érseki palota, előtérben Szűz Mária szobrával, a háttérben a vár első udvarával

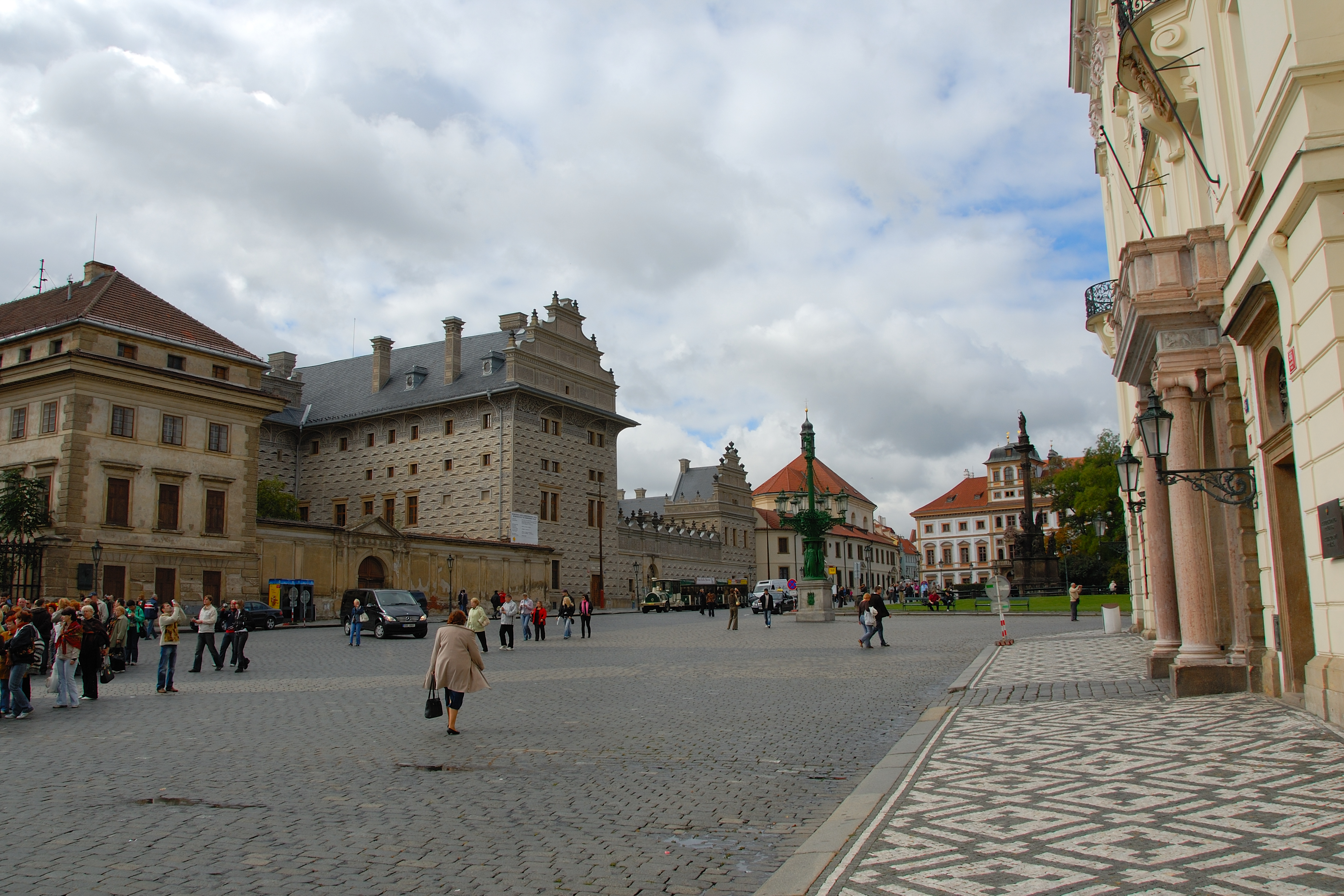
Hradzsin tér és a Schwarzenberg-palota

- A tér közepén álló Szűz Mária-szobrot (pestisoszlopot[1]) hálából állították azért, mert a pestisjárvány Prágának ezt a városrészét elkerülte.
- A tér alsó részén, a vár első udvara felé fordulva áll Tomáš Garrigue Masaryk, Csehszlovákia első köztársasági elnökének szobra.
- A tér legérdekesebb, kettős palotája a Schwarzenberg-palota (185/2, 186/1).
- Vele szemben a Salm-palota áll.
- A Szent Benedek-templom a városrész középkori plébániatemplomának helyén áll. A mellette álló kolostort (184/3) 1960-ban állami, reprezentációs vendégházzá alakították, udvari részén szép kilátó-pavilonnal.
- A tér nyugati végén[1] álló Toszkánai palota (182/5) kora barokk épületének nagyobbik részében a Külügyminisztérium van.
- A Sternberg-palota (Šternberský-palác) ad otthont Cseh Nemzeti Galéria legtöbb kiállításának.
- Az érseki palota épületét I. Ferdinánd 1564-ben vásárolta, amikor Prága a huszita háborúk óta először ismét érseket kapott.
- A Martinic-palota (Martinický-palác) hármasan tagolt homlokzatú, reneszánsz épület.
- A káptalanházat (68/7.) valószínűleg Johann Ignaz Palliardi építette át többé-kevésbé mai alakjára 1775-ben.[2]